# 都留市消防本部
都留市消防本部（つるししょうぼうほんぶ）は、山梨県都留市の消防部局（消防本部）。管轄区域は都留市及び南都留郡道志村全域。道志村は都留市に常備消防事務を委託している。

## 概要
- 消防本部：都留市上谷2-2-9
- 管内面積：241.15km2
- 職員定数：53人
- 消防署1カ所、出張所1カ所
- 主力機械（2020年4月1日現在）
  - 普通消防ポンプ自動車：4
  - 高所活動車：1
  - 指揮車：3
  - 広報車：1
  - 資機材搬送車：1
  - 防災指導車：1
  - 救助工作車：1
  - 高規格救急自動車：4
  - その他：1

## 沿革
- 1948年12月8日　谷村町消防本部・谷村町消防署を開設する。
- 1949年4月29日　1町4村の合併により、都留市となる。都留市消防本部・都留市消防署に改称する。
- 1968年3月1日　救急業務を開始する。
- 1968年5月25日　消防本部を消防署庁舎内に移転する。
- 1975年4月1日　道志出張所・秋山出張所を開設する。
- 1978年3月25日　現消防庁舎が完成する。
- 2005年2月13日　北都留郡上野原町と南都留郡秋山村の新設合併による上野原市の発足に伴い、消防委託業務を実施していた秋山村の消防業務を解除する。
- 2015年4月1日　上野原市消防本部、大月市消防本部とともに山梨県東部消防指令センターの共同運用を開始（3月9日より試験運用）[1]。

## 組織
- 本部 - 消防課
- 消防署

## 消防署
| 消防署       | 住所            | 出張所                     |
| ------------ | --------------- | -------------------------- |
| 都留市消防署 | 都留市上谷2-2-9 | 道志：南都留郡道志村6254-1 |